# محمد بن الحاج مسروق
الشيخ محمّد بن الحاج عيسى مسروق ، أحد أعلام الجنوب الجزائري، ومفتى الديار الورڤلية.

## حياته
ولد العلاّمة محمّد بن الحاج عيسى مسروق بن علال عام 1889 بقرية تسمى الشط تبعد 7 كلم عن ورڤلة. وينتمي الشيخ إلى عائلة محافظة، عُرفت بِحُبها للعلم ومجالسة العلماء، وكان والداه حريصين على تربيته فأصبح،  عالما جليلا ومفتي الصحراء حسبما وصفه الشيخ عبدالرحمن الجيلالي رحمه الله[بحاجة لمصدر]. تلقى تعليمه الأول على يد اثنين من كبار العلماء من بينهم الشيخ السكوتي من عاصمة توات والذي نزل بالقصر العتيق بورڤلة، هذا الأخير الذي استأذنه العلاّمة محمّد بن الحاج عيسى ذات مرة بأن يأذن له لزيارة البقاع المقدسة، وقد علم شيخه أن الصفات التي يحملها هذا الطفل هي صفات العلماء الأتقياء، فمنعه من السفر وحثه على مواصلة تعلمه، وبعد إلحاح شديد منه أذن له بذلك.
والشيخ الثاني عبد الله الشنقيطي الموريتاني، الذي لبث هو الآخر بالمنطقة لمدة من الزمن، والذي قال في العلامة محمّد بن الحاج عيسى مسروق «ما سبب مجاورتي لورڤلة إلا أنت». نهل من العلوم الحديث، الفقه، النحو الوظيفي، الشعر، البلاغة والعروض، واكتسب من مشائخه الاعتماد على النفس، والتواضع والرفعة وحسن المعاملة، وضرورة الدفاع على مبادئه وقيمه، كما كانت له اتصالات بعديد العلماء سيما أعضاء جمعية العلماء المسلمين على غرار البشير الإبراهيمي، والعربي التبسي.
وبعد نضجه واشتداد عوده، أخذ على نفسه أمانة الإصلاح ونشر العلم في ربوع الصحراء، حيث كان يجوب بفرسه مختلف القرى ومناطق البعيدة عن قلب المدينة، حيث قسم أيامه على جهات المنطقة، فكان يدرس بالسبت في سيدي خويلد، والأحد بالرويسات، ويوم الاثنين بعين البيضاء، والثلاثاء والأربعاء ببني ثور، ويوم الخميس بالقصر العتيق، ويوم الجمعة بمدرسته الواقعة بالشط، الأمر الذي مكّن الكثيرين من تعلم القرآن الكريم والأحاديث النبوبية. ومن بين العلوم التي كان يدرسها علوم الفقه، وأصول الشريعة، وعلوم اللغة، وعلوم القرآن، فكان يلقن متن ابن عاشر، وشرح رسالة ابن أبي زيد القيرواني، والخليل وأسهل المسالك، وعلم التوحيد وعلم الكلام «المنطق» وعلم الرسم والقراءات والتجويد وكذا ملحة الإعراب والأجرمية، والألفية، وعلم المعاني والبيان، وفي الحديث خصوصا صحيح البخاري ومسلم.
وكان للشيخ في فترة حياته، عدة لقاءات ومراسلات مع العلماء المعاصرين له من بين الشيخ الطاهر العبيدي، والشيخ الهاشمي بن سيدي إبراهيم بن أحمد الشريف شيخ الطريقة القادرية، والشيخ محمد الحبيب شيخ الطريقة الشاذلية من مكناس من المغرب والذي قدم لزيارة العلامة سنة 1973، والشيخ محمد بالكبير الذي التقاه بالبقاع المقدسة1974.

## وفاته
انتقلت روح العلامة إلى بارئها ليلة الجمعة 29 جويلية 1976